# Liste der politischen Parteien in Ruanda
Die Liste der Parteien in Ruanda führt die legalen wie die nicht registrierten und historischen Parteien des zentralafrikanischen Staates Ruanda auf. 
Die dominierende Partei des Landes ist trotz der formalen Einführung eines Mehrparteiensystems mit dem Verfassungsreferendum in Ruanda 2003 die Regierungspartei Ruandische Patriotische Front.

## Rechtlich anerkannte Parteien

80 Sitze der Abgeordnetenkammer von Ruanda nach der Parlamentswahl 2018:
RPF-Koalition: 40 Sitze
• 36 Sitze: Ruandische Patriotische Front (RPF)
• 1 Sitz: Centrist Democratic Party (PDC)
• 1 Sitz: Democratic Union of the Rwandan People (UDPR)
• 1 Sitz: Ideal Democratic Party (PDI)
• 1 Sitz: Party for Progress and Concord (PPC)
Sozialdemokratische Partei: 5 Sitze
Liberale Partei: 4 Sitze
Demokratische Grüne Partei Ruandas: 2 Sitze
Social Party Imberakuri: 2 Sitze
Indirekt ernannte Mitglieder: 27 Sitze, davon sind 24 für Frauen reserviert, 2 für junge Menschen und 1 Sitz für Menschen mit Behinderung

- Ruandische Patriotische Front (RPF) (französisch: Front patriotique rwandais, englisch: Rwandan Patriotic Front, Rwandese Patriotic Front oder auch Patriotic Front of Rwanda, abgekürzt englisch: RPF oder französisch FPR)

Bei den letzten Parlamentswahlen 2018 traten als Teil einer Koalition mit der RPF an:
- Centrist Democratic Party (PDC)
- Parti démocratique idéal (PDI)
- Parti Socialiste Rwandais (PSR, englisch Rwandan Socialist Party)
- Party for Progress and Concord (PPC)
- Union démocratique du peuple rwandais (UDPR)

Bei den letzten Wahlen gegen die RPF angetreten und im Parlament vertreten:
- Social Democratic Party (PSD)
- Liberal Party (PL)
- Social Party Imberakuri (PS-Imberakuri)
- Demokratische Grüne Partei Ruandas (DGPR)

Bei den letzten Wahlen nicht angetreten oder nicht im Parlament vertreten:
- Mouvement démocratique républicain (MDR)
- Parti de la Solidarité et du Progrès (PSP)

## Nicht anerkannte Parteien
- Parti pour le renouveau démocratique
- Rassemblement Républicain pour la Démocratie au Rwanda (RDR)
- FDU-Inkingi (englisch United Democratic Forces of Rwanda, französisch Forces Democratiques Unifiées/FDU-Inkingi)

## Aufgelöste / verbotene Parteien
- Mouvement républicain national pour la démocratie et le développement (MRND), gilt als eine Wegbereiterin des Völkermordes in Ruanda 1994, wurde nach dem Genozid verboten.
- Parmehutu, auch MDR-Parmehutu (Mouvement démocratique republicain Parmehutu), existierte von 1961 bis 1973 sowohl in Ruanda als auch im benachbarten Burundi als Partei der Hutu
- Coalition pour la Défense de la République (CDR), in den Völkermord verstrickte Partei der Hutu.

## Historische Parteien
- Union Nationale Rwandaise, noch während der belgischen Kolonialzeit gegründet, erreichte gut 16 % der Stimmen bei den ersten Wahlen nach der Unabhängigkeit.